# Церква Різдва Богородиці (Антонівка)
Церква Різдва Богородиці — дерев'яна діюча церква XVIII століття в селі Антонівка Ставищенської селищної ради Білоцерківського району Київської області.

## Історія
Церква датована 1777 роком, побудована місцевими жителями за кошти купця  Антонія Стефанського та названа на честь Різдва Пресвятої Богородиці. В 1839 році за  священика Артемовича храм був перероблений та реставрований.
Вв 1826 році біля воріт церкви була побудована вища від церкви  дерев'яна дзвіниця, яка мала дев'ять дзвонів (наразі не збереглась). Один із дзвонів них мав розміри 1,5*2 метри та використовувався для скликання парафіян на  службу.
В 1862 році настоятель  храму священик Стефан Артемович заснував церковно-приходську школу, яка розташовувалась в будинку при церкві. З 1893 року  парафію при храмі та школу очолив  отець Іоан Барилович.
Після 1917 року церковну дзвіницю використовували як пожежну вежу. У 1940 році дерев'яна дзвіниця була знесена та розібрана на будівельні матеріали. Розібрано також кам'яний фундамент і цегляну доріжку до церкви. Саму будівлю храму використовували як господарчу споруду.
1969 року після огляду, проведеного комісією Вченої Ради Держбуду УРСР, прийняте рішення про включення Антонівської церкви до списку пам'яток архітектури, які належать до державної охорони за № 945.
Після відновлення незалежності України у 1991 році церкву почали реставрувати власноруч жителі села Антонівка. 2002 року, до 225-річчя храму, розпочато його капітальну відбудову. У 2007 році збудована нова дзвіниця. В типі і композиції будівлі проявилися риси традиційної української дерев'яної архітектури Правобережжя. Особливістю Антонівської церкви серед інших пам'яток Київської області є наявність лише одних дверей із заходу. Вікна, як практикувалося у XVII-XVIII століттях, прорізані на висоті понад 2 метри від землі — так забезпечувалася схоронність коштовностей, творів мистецтва, архівів, бібліотек, які зберігалися в церквах. 

## Архітектура
Церква дерев'яна, хрещата в плані, із п'яти дубових зрубів, два з яких є південним і північним раменами, розташована на кам'яному фундаменті. Зруби мають внутрішній нахил до цента об'єму храму. Має три верхи кожен з яких має два заломи. В середині церкви зруба поєднані арками. Із західної сторони до церкви прибудовано притвор. Притвор і рамена мають плоскі склепіння, а зруби з верхами відкриті вертикально до висоти бань. Стіни оббиті дерев'яною шалівкою, а дахи перекриті бляхою. В середині церкви збереглася різьба по дереву, яка оздоблює стіни.

## Див також
- Церква Святих Якима і Анни (Смодна)